# 阿温蒂什
阿温蒂什是葡萄牙波尔图区的一个堂区。总面积9.38平方公里，总人口11523人，人口密度1228.5人/平方公里。